# Katoliška kralja
Katoliška kralja je naziv, ki sta ga prejela Izabela I. Kastiljska in Ferdinand II. Aragonski. Njuno vladanje se v španski zgodovini obravnava kot tranzicija iz srednjega veka v novi vek. Z njuno zakonsko zvezo sta se v dinastiji Trastámara združili dve kroni: Kastiljsko in Aragonsko kraljestvo. Združitev kron je pomenila prvi korak Španije k razvoju kot enotne države. 

## Kastiljska nasledstvena vojna
Izabela in Ferdinand sta se povzpela na prestol prek Kastiljske nasledstvene vojne, ki je trajala med letoma 1475 in 1479. Šlo je za vojno med privrženci Ivane iz dinastije Trastámara, domnevne hčere pokojnega kralja Henrika IV. Kastiljskega, in Izabele, ki je bila kraljeva polsestra. Ta vojna je imela dvojni karakter državljanske in mednarodne vojne. Izabela je bila namreč poročena s Ferdinandom, naslednikom aragonske krone, Ivana pa se je poročila z Alfonsom V. Portugalskim. Portugalsko je podpirala Francija, ker je želela preprečiti, da bi se njen tekmec za nadvlado nad območji Italije združil s Kastilijo. Vojna se je končala 4. septembra 1479 s podpisom sporazuma v Alcáçovasu. Izabela in Ferdinand sta bila tako priznana kot kraljica in kralj Kastilije. Ivana se je odrekla svojim pravicam in morala do smrti ostati v samostanu.

## Notranja politika
Poudariti je treba, da Katoliška kralja nista nacionalno poenotila Španije, saj sta bili kraljestvi samostojni, ne glede na to, da sta bili združeni v osebi svojih vladarjev. Leta 1475 je bilo s Segovijskim sporazumom določeno, da ima Izabela ekskluzivno oblast in pravico nasledstva v Kastiliji, nikoli pa ne bi mogla prevzeti oblasti v Aragoniji, saj je tam zakon prepovedoval žensko nasledstvo. Združitev Aragonije in Kastilije je bil torej le dinastični dogovor, zato je vsako kraljestvo imelo svoje institucije, zakone, navade in tudi jezik.
Kljub temu je obstajalo neravnovesje med kraljestvoma. Kastilija je imela namreč trikrat večjo površino in štirikrat več prebivalcev kot Aragonija. Imela je tudi bolj razvito gospodarstvo, zaradi pridelave žita in ovčjereje, kar je bilo v nasprotju s skoraj popolnim aragonskim gospodarskim propadom. Tudi Izabela in Ferdinand sta raje prebivala v Kastiliji.
Njun glavni cilj je bil po preteklih nesrečah, krizah in razpadanju cesarstva obnoviti oblast v monarhiji. Da bi vzpostavila in ohranila red v kraljestvu, sta ustanovila različne institucije. 
Prva ustanova, ki sta jo vzpostavila, je bila t.i. »Sveta bratovščina« (»Santa Hermandad«). Šlo je za oboroženo milico, katere naloga je bila ohranjati red in preganjati kazniva dejanja. Odlikovala se je po svoji mobilnosti in učinkovitosti. Najverjetneje je bila prva organizirana policijska sila v Evropi.
Glavna vladna institucija je bil kraljevi svet, ki so ga leta 1480 razdelili in ga naredili bolj strukturiranega. Kralja sta tako vladala prek sistema svetov. Ker je bil njun glavni namen obnoviti državno oblast, je bilo potrebno, da je kortes (španski srednjeveški stanovski parlament) ob vseh priložnostih podrejen monarhiji. Zato sta kralja pazljivo nadzorovala njegova zasedanja in tudi zmanjšala število njegovih zborovanj. Prav tako sta hierarhizirala plemiške nazive in nadzorovala plemstvo. Ne glede na to, so plemiči še vedno imeli precej bogastva in velik socialni vpliv. Z uvedbo t. i. primogeniture (institucije civilnega prava, ki dovoljuje, da prvorojenec deduje vse družinske dobrine) sta še povečala vpliv plemstva.
Ustanovila sta tudi t.i. »chancillerías«, ki so predstavljale vrhovni sodni organ kraljestva.
Na področju lokalne uprave sta imenovala uradnike, ki so imeli različne politične, administrativne, finančne in sodne funkcije. Imenovali so se »corregidores« in predstavljali so avtoriteto na občinski ravni.
Izabela in Ferdinand sta morala omejiti tudi moč duhovništva. Po dolgih pogajanjih jima je uspelo pridobiti pravico do imenovanja škofov v svojih kraljestvih. V njunih rokah je ostala tudi inkvizicija. V njej sta videla močno orožje. V času katoliških kraljev je sožitje z nekatoliškimi veroizpovedmi postalo nekompromisno, strogo in polno preganjanj. Hoteli so ohraniti čistočo katoliške vere, preprečiti, da bi se spreobrnjeni kristjani (t. i. »conversos«) vrnili k starim prepričanjem, kaznovati heretike in zaščititi krščansko družbo pred »okužbo« s herezijo. Inkvizicija se je sprva znašala predvsem nad judi, kasneje pa še nad vsemi oblikami heterodoksije in prestopki, povezanimi z vero in moralo. Ta nekompromisna politika je dosegla vrhunec marca 1492 z izgonom judov iz kraljestva.

## Zunanja politika
Leta 1482 se je začela vojna za Granado, zadnjo muslimansko državo na Pirenejskem polotoku. Vojna je zahtevala velike in dolgotrajne vojaške akcije . Zadnji emir Granade, Mohamed XII. (znan tudi kot Boabdil), je predal mesto po osmih mesecih obleganja. Kapitulacija je bila podpisana 25. novembra 1491 in čez nekaj tednov, januarja 1492, sta Izabela in Ferdinand slovesno vkorakala v Granado. S tem se je končala dolgoletna rekonkvista Pirenejskega polotoka. Kapitulacija pa je muslimanom zagotavljala svobodno veroizpoved, rabo svojega jezika in oblačil, ohranitev svojih običajev ter jim celo obljubljala, da bodo sojeni po svojih zakonih. Obljube so ostale le črke na papirju, saj se je kmalu začelo preganjanje muslimanskega prebivalstva. Prisiljeni so se bili pokristjaniti ali pa oditi iz kraljestva.
Leta 1512 so kastiljske vojaške trope osvojile tudi kraljestvo Navarre. Zemeljska širitev pa ni potekala samo na Iberijskem polotoku, ampak so v tem času osvojili tudi Kanarske otoke in ustanovili protektorate na severu Afrike. Leta 1497 so zavzeli tudi Melillo. 
Najbolj znana ekspedicija je bila Kolumbova, ki prestavlja enega izmed prelomnih dogodkov, ne le v španski, ampak tudi v svetovi zgodovini. Leta 1486 je mornar Krištof Kolumb katoliškima kraljema predstavil nov projekt: želel je potovati proti vzhodu v Indijo po novi poti čez Atlantik. Ko se je končala vojna za Granado, sta se kralja odločila financirati njegov projekt. Kolumb je tako 12. oktobra 1492 prispel na majhen otok v Bahamih. Do leta 1504 je opravil še tri druga potovanja, še vedno prepričan, da spadajo k Indiji. Kasneje je Amerigo Vespucci ugotovil, da ta zemlja pripada Novemu svetu.
Leta 1494 sta Izabela in Ferdinand s portugalskim kraljem podpisala Tordesilljsko pogodbo, s katero sta si španska monarhija in Portugalsko kraljestvo razdelila novoodkrita ozemlja v Ameriki. Meja je potekala po poldnevniku, oddaljenem 370 lig od Kapverdskih otokov.

## Nasledstvo
Izabela je umrla 26. novembra 1504. Ferdinand se je v manj kot v enem letu po njeni smrti poročil z Germano de Foix. Ker Ferdinand ni imel pravic do kastiljskega prestola, jo je nasledila hči Ivana z možem Filipom, sinom Maksimiljana I. Habsburškega. Po Filipovi smrti leta 1506 so kraljico Ivano razglasili za duševno neuravnovešeno. Ferdinand je leta 1507 prevzel regentstvo nad Ivaninim sinom Karlom, ki je danes znan kot Karel V. Habsburški. Ferdinand je umrl leta 1516. Nasledil ga je vnuk Karel, poimenovan Karel I. Španski, ki je postal prvi vladar združenih Aragonije in Kastilije. Izabelini in Ferdinandovi posmrtni ostanki so shranjeni v Kraljevi kapeli v Granadi.